# Brachycoryna dolorosa
Brachycoryna dolorosa är en skalbaggsart som beskrevs av Van Dyke 1925. Brachycoryna dolorosa ingår i släktet Brachycoryna och familjen bladbaggar. Inga underarter finns listade i Catalogue of Life.